# President (slivoň)

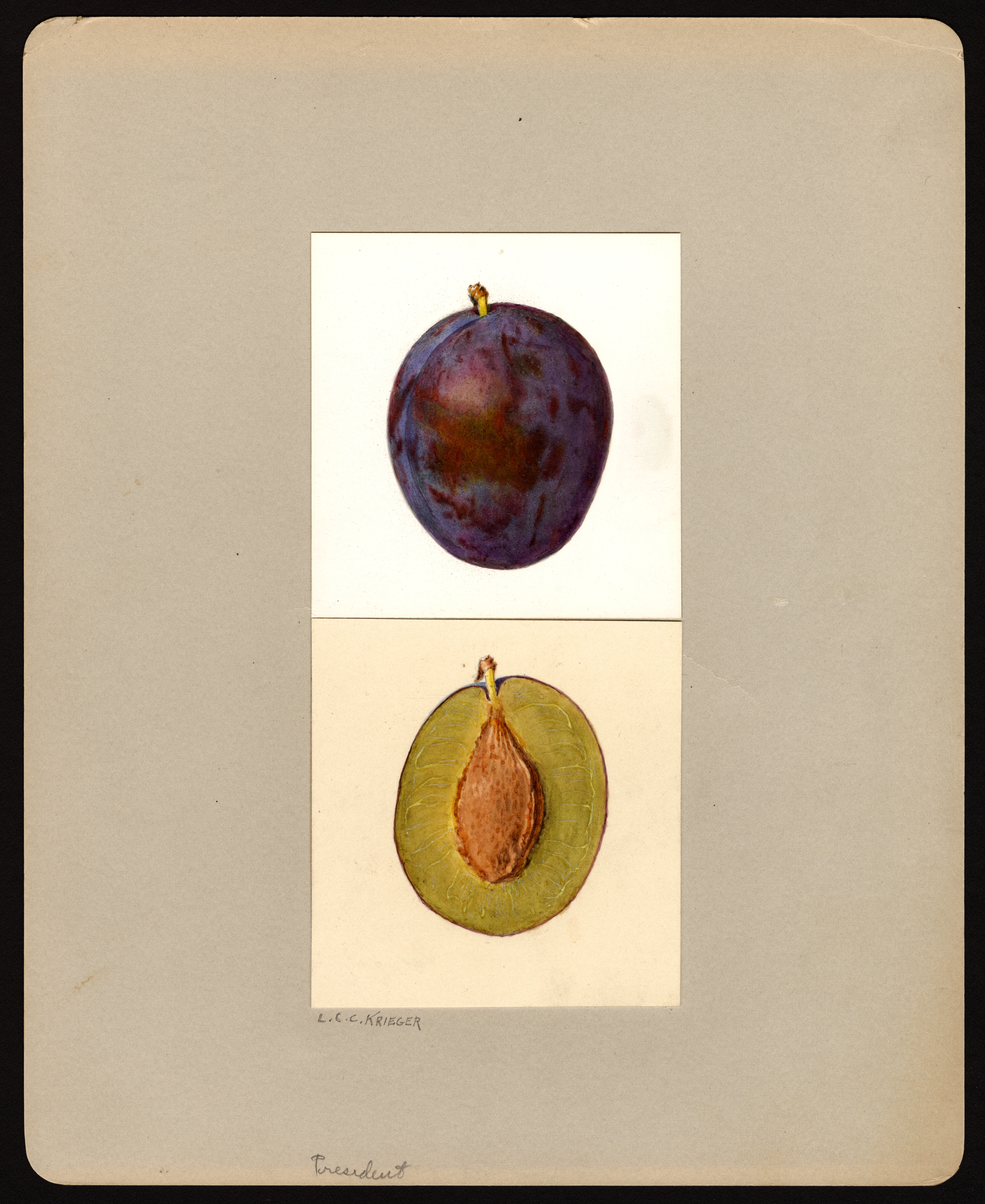
Plod slivoňového stromu President

President (Prunus domestica 'President') je ovocný strom, kultivar druhu slivoň z čeledi růžovitých. Plody velké, s tmavě fialovou slupkou, ojíněné, šťavnaté. Plody dozrávají velmi pozdě, od poloviny září do poloviny října. Odrůda je tolerantní k šarce.

## Původ
“President” je stará odrůda nalezená jako náhodný semenáč v roce 1894 v u Sawbridgeworth (u Hertfordshire ve Velké Británii) rozšiřovaná od roku 1901. Od roku 1970 se tato odrůda pěstuje také v Německu. V České republice je perspektivní odrůdou.

## Vlastnosti
Růst bujný, vyžaduje řez, křehké větve vyrůstají dlouhé, vyholují. strom je náchylný k prosychání. Vyžaduje teplé polohy. Sklizně vysoké a pravidelné. Odrůda je cizosprašná, kvete raně.

## Plod
Plod vejčitý až podlouhlý, velký, jedna z největších odrůd. Slupka fialovomodrá, načervenalá, ojíněná. Zralé plody jsou matné. Dužnina je zelenožlutá, chutná, jde dobře od pecky. Zraje od poloviny září do poloviny října.

## Choroby a škůdci
Uváděno tolerantní k šarce, ale podle jiného zdroje středně odolná vůči šarce. Může trpět moniliózou.